# Pseudosagitta scrippsae
Pseudosagitta scrippsae är en djurart som tillhör fylumet pilmaskar, och som först beskrevs av Alvarino 1962.  Pseudosagitta scrippsae ingår i släktet Pseudosagitta och familjen Sagittidae. Inga underarter finns listade i Catalogue of Life.